# 長島町 (名古屋市)
長島町（ながしまちょう）は、愛知県名古屋市中区にあった町名。

## 歴史
江戸期は名古屋城下の町人町の1つであった。

### 町名の由来
清洲城下にあった長島町が移転した清洲越しよる町名であり、旧名をそのまま用いた。由来について定説はないが、『日本歴史地名大系』の「桑名町」の項に「長島町と桑名町はもと伊勢国から清須に転じたものである」との記述がある。

### 沿革
- 1871年（明治4年） - 島田町の一部を合併[5]。
- 1878年（明治11年）12月20日 - 郡区町村編制法により、名古屋区長島町となる[5]。
- 1889年（明治22年）10月1日 - 市制施行に伴い、名古屋市長島町となる[5]。
- 1908年（明治41年）4月1日 - 行政区新設に伴い、西区所属となる[5]。
- 1944年（昭和19年）2月11日 - 栄区新設に伴い、栄区所属となる[5]。
- 1945年（昭和20年）11月3日 - 栄区が中区に統合され、中区所属となる[5]。
- 1966年（昭和41年）3月30日 - 住居表示実施に伴い、全域が丸の内二丁目・錦二丁目となり消滅[5]。